# 罗瑟普诺耶农村居民点
罗瑟普诺耶农村居民点（俄语：Россыпнянское сельское поселение）是俄罗斯联邦沃罗涅日州卡拉切耶夫斯基区所属的一个农村居民点。其下辖有2个居民点，行政中心为梅德韦日耶。据2016年统计，该农村居民点的人口为400人。